# Jacob-Sigisbert Adam

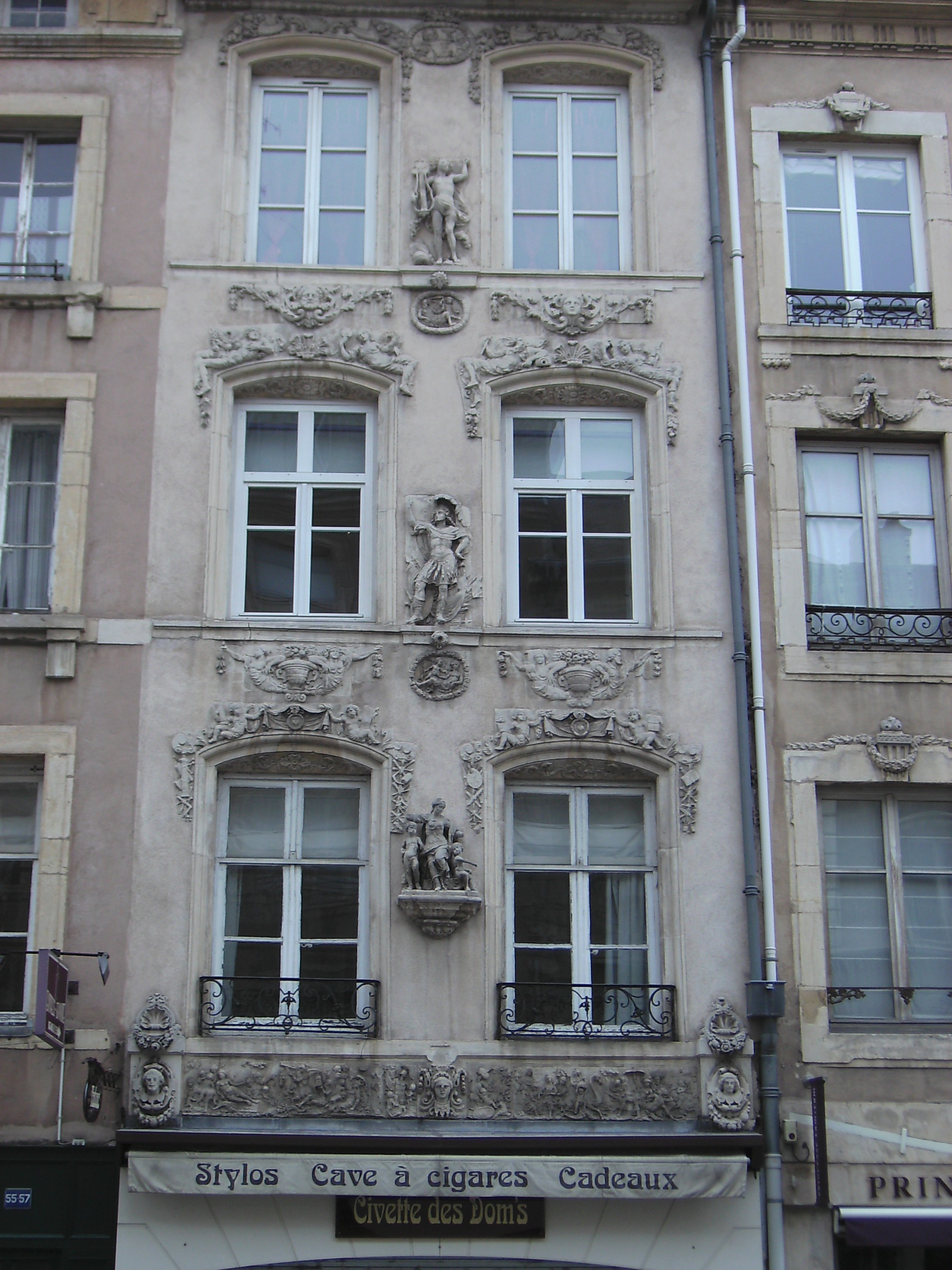
Haus der Familie Adam, rue des Dominicains, Nancy

Jacob-Sigisbert Adam (* 28. Oktober 1670 in Nancy, Frankreich; † 6. Mai 1747 ebenda) war ein französischer Bildhauer des Barock.
Jacob-Sigisbert Adam galt bereits als renommierter Bildhauer, der Auftragsarbeiten für die Könige Ludwig XIV. und Ludwig XV. in Metz und Paris fertigte. In Frankreichs Hauptstadt arbeitete er ebenfalls wie sein Sohn Lambert-Sigisbert im Atelier des Bildhauers François Dumont.
Von seinen drei Söhnen, die alle bei ihm in die Lehre gingen, sollte Lambert-Sigisbert Adam (* 1700; † 1759), der mit seinem jüngeren Bruder Nicolas Sébastien Adam (* 1705; † 1778) später als Team arbeitete, der bedeutendste Vertreter der Familie Adam werden. Der jüngste der Brüder, François Gaspard Adam, wurde später als Hofbildhauer an den Hof Friedrichs des Großen berufen.
Aus Lothringen stammend gehörten die Adams aus einer langen Linie von Bronzegießern und Bildhauern in Nancy. Durch seine Tochter Anna, die den Bildhauer Thomas Michel aus Metz geheiratet hatte, war Jacob-Sigisbert Adam Großvater des ebenfalls bekannten Bildhauers Claude Michel, genannt Clodion.